# Hirthia globosa
Hirthia globosa là một loài ốc nước ngọt nhiệt đới động vật thân mềm chân bụng trong họ Thiaridae.
Loài này phân bố ở Cộng hòa Dân chủ Congo, Tanzania, và Zambia. Môi trường sống tự nhiên của chúng là hồ nước ngọt.